# Akihisa Amago
Akihisa Amago (尼子 詮久; Amago Akihisa) (8. března 1514 – 9. ledna 1562), vnuk a dědic legendárního Cunehisy (1458–1541), snad jednoho z největších vojevůdců raného 16. století. Akihisa, byl později znám pod jménem Haruhisa (尼子 晴久; Amago Haruhisa). Byl vážným protivníkem Motonarimu Móri, skvělý stratég, ale slabší vojevůdce.

## Dobývání Gassan-Toda
Roku 1540 vedl Akihisa okolo 20 tisíc vojáků do provincie Aki, aby se zmocnil hradu Korijama, ve kterém sídlil Motonari Móri. Motonari namísto otevřené bitvy stáhl své muže do pevnosti a odolal prvním Akihisovým pokusům o dobytí. Akihisa tedy nechal podpálit Jošidu, podhradí Korijamy a pevnost oblehl. Motonari napadal klan Amago mnohými nečekanými nájezdy až do října, kdy mu generál Takafusa (Harukata) Sue, z klanu Óuči, přispěchal na pomoc. Akihisa byl poté nucen obléhání ukončit a dát se na ústup, během něhož zahynul jeho cenný generál Hisakane Ujama, který velel zadnímu voji. Roku 1542 sami Óučiové vtrhli do provincie Izumo a po nepodařeném pokusu o dobytí hradu Gassan-Toda se opět stáhli. Podle legendy byla porážka Óučiů zapříčiněna obranným plánem, který řídil sám Cunehisa, který krátce poté zemřel. O něco později, kolem roku 1545, a to z důvodů, které nám nejsou známy, nechal Akihisa zabít svého strýce Kunihisu, vojevůdce renomované jednotky zvané Armáda Šingú. Tím došlo k oslabení klanu Amago. Naproti tomu vítězství Harukaty Sueho nad Jošitakou Óučim v roce 1551 Akihisovi umožnilo získat zpět některá ztracená území a některé hrady v Mimasace a Harimě. Po Akihisově smrti se Amagové dostaly pod silný tlak nyní podstatně silnějšího klanu Móri. Ti také roku 1566 dobyli hrad Gassan-Toda. Akihisův nástupce Jošihisa (1536–1610) se vzdal a usadil se v provincii Aki, kde strávil zbytek života jako mnich.

## Konec klanu Amago
Zajímavou událostí pak byl požadavek jednoho z pozdějších členů klanu Amago, Kacuhisy. Asi deset let po pádu klanu Amago se obrátil na Nobunagu Odu s žádostí o navrácení území jeho klanu, pokud se mu podaří v spolu s vojáky Nobunagovy armády zlomit Mórie. Nobunaga nabídku přijal a spoléhal se na Kacuhisovy schopnosti, navíc, když v Kacuhisových službách sloužil legendární vazal Šikanosuke Jamanaka (1544–1578). Klan Móri však odřízl tyto dva bojovníky v hradu Kózuki v Harimě a tam si klan Amago zahrál poslední roli. Kacuhisa spáchal sebevraždu a Jamanaka byl chycen a brzy poté zabit.
V době svého největšího rozmachu byl klan Amago jedním z nejpověstnějších klanů západního Japonska. Podporován rody Kamai, Ujama, Sase, Ušió a Morijama mohl klan Amago disponovat až dvacetitisícovým vojskem. Od roku 1560 však klan trpěl a upadal kvůli slabému vedení a trhlinách v organizaci, čímž se jeho operativnost snížila na 10 tisíc mužů.
| klan Amago                | klan Amago              | klan Amago               |
| ------------------------- | ----------------------- | ------------------------ |
| Předchůdce: Okihisa Amago | 1514–1562 Akihisa Amago | Nástupce: Jošihisa Amago |